# Дама Пик (мюзикл)
Мюзикл «Дама Пик» — российский оригинальный мюзикл, приквел повести А.С. Пушкина «Пиковая дама» на основе либретто и по мотивам одноименной оперы, звучат отрывки из музыки П.И. Чайковского, созданный творческим центром продвижения театра и кино «Глас Муз». Премьера состоялась 3 сентября 2021 года в театре «ЛДМ. Новая сцена» в Санкт-Петербурге. С осени 2022 года идёт на сцене ДК Выборгский.

## Сюжет
Действие сюжета «Дамы Пик» в Париже XVIII века, где юная графиня сводила всех с ума на балах и заканчивается в Петербурге XIX. Мюзикл о всепоглощающей одержимости и роковой любви. Приквел самой азартной повести Пушкина расскажет о том, что стоит за проклятьем Пиковой Дамы, кем на самом деле был алхимик и чародей Сен-Жермен, и какую цену заплатила русская графиня за секрет трёх карт. Любовь, предательство, мистика и азарт смешаются на одной сцене.

## Краткое содержание

### Первый акт
По летнему саду Петербурга XIX века прогуливается генерал с товарищем, обсуждая карточные победы князя Елецкого. Их разговор заинтересовывает загадочного иностранца Жермона недавно приехавшего в столицу, и он чистосердечно делится с ними историей молодой графини Натали Чарской, ныне уже 80-летней старухи («Пролог»).
Аристократичный Париж XVIII века наполнен разговорами и сходит с ума вокруг русской графини Наталии Петровны Чарской, ни один бал не обходится без неё, её называют «московской Венерой» («Слухи»). В салоне маркизы Дюфре всё внимание юной графине достаётся, вызывая ревность и зависть у подруги — Лизы де Тревуль, ведь одним из претендентов на её руку является герцог Анри Нуаре, в которого она влюблена. Сама Натали своё сердце отдала виконту Филиппу, брату Лизы («Версаль»). Внезапно в салоне появляется таинственный граф Сен-Жермен, чем вызывает интерес к своей персоне полной тайн и загадок («Кто он»). Но самому графу интересна Натали, он выделяет её в салоне над всеми «дамой» («Знакомство»).
Граф Чарский проигрывает всё состояние в карты и требует у дочери колье из индийских рубинов покойной супруги для продолжения игры. Расстроенной Натали Сен-Жермен предлагает сделку — одна ночь с «московской Венерой» взамен указанным трём картам, которые позволят Чарскому отыграться («Ты станешь моей дамой пик»). Графиня резко отказывает графу на его предложение. Он не огорчен, предрекая Натали их встречу в будущем с уплатой долга. Чарский проиграл всё, поставив дочь в карточном азарте, он проигрывает и её («Проигрыш Чарского»). Теперь Натали должна стать женой ненавистного герцога Нуаре.
Спустя несколько дней после помолвки дочери, Чарский умирает. Герцог даёт невесте пару дней, чтобы оплакать отца, потом она должна стать его супругой. Натали впадает в отчаянье и лёгкое безумие, от неё отворачивается Лиза («Мне жаль»). Она просит всех оставить её одну на кладбище. Нуаре сообщает о бале у графа Сен-Жермена, и возможности для невесты отыграть себя в карте, Чарская просит его проиграть своё колье. Дочь прощает отца, видя в видениях на кладбище то его, то графа Сен-Жермена («Я не боюсь»). Пришедший за ней на кладбище Филипп предлагает возлюбленной бежать с ним сейчас, но бьет молния, и видя летящие карты с неба, Натали в безумии принимает решение («Миг»). Она изгоняет Филиппа и едет к Сен-Жермену.
Сен-Жермен рассказывает историю своей жизни — когда-то он за тайные познания заплатил цену и стал карточной мастью, «рабом колоды», тысячелетие он искал ту самую свою «Даму пик» и нашёл её в графине Чарской («За тайны бытия»). Натали он предлагает сделку, взамен она обретет вечную молодость, жизнь и власть побеждать в карточных играх, но «отныне каждый, кто будет её недостоин умрёт либо сойдёт с ума». Граф представляет ей карточные масти («Представление карт»). Чарская даёт согласие и принимает на себя роль «Пиковой дамы», их договор скрепит карточная победа графини («В бездну»).
Несмотря на увещание маркизы, Нуаре решает рискнуть, играя, тем более, что гостья бала Сен-Жермена «таинственная маска» так похожа на его невесту, загадочно интригует («Наша жизнь — игра»). Герцог проигрывает ставку и ставит всё выигранное состояние у графа Чарского. Одержав новую победу, Натали открывается и просит поставить свою свободу на кон. Нуаре губит «дама пик», Натали празднует триумф и победу, которая омрачена появлением Филиппа («Месть»). Виконт не может пережить потерю возлюбленной и застреливается на глазах у всех. Натали ссорится с Сен-Жерменом и обвиняет в обмане её («Жизнь — пустота»).

### Второй акт
В летнем саду Петербурга XIX века Жермон, он же граф Сен-Жермен, оканчивает историю Чарской тем, что неизвестно как он с ней расстался, графиня Чарская так и не вышла замуж, живёт с приёмной воспитанницей Лизаветой Ивановной. Никто не верит Жермону, считая историю графини выдумкой и небылицей, кроме подслушивающего инженера-поручика Германна Филиппа Александровича, как две капли воды похожего на Филиппа де Тревуля, реинкарнацию его. Сен-Жермен предлагает ему свою дружбу, чтобы приблизиться к «Пиковой даме» и сгубить юношу («Быть пиковой даме моей»). Германн влюблен в Лизавету Ивановну и после встречи с графом передаёт ей записку в парке («О времена, о нравы»). Счастливая Лизавета бежит домой от дождя с Полиной, а влюблённого Германна прогоняют карты («Германн и карты»).
В тёмной комнате старуха Чарская вспоминает загубленную молодость и жизнь («Была ли жизнь»). Её воспоминания прерывает пришедший к ней Сен-Жермен с просьбой открыть тайну трёх карт новому игроку Германну, похожего на её сгубленную любовь, «тень которого стоит столько лет между ними» («Тайна трех карт»). Он должен прийти этой ночью. Графиня отказывается губить «ещё одну душу», и сватает свою воспитанницу Лизавету за пожилого князя Елецкого («Сватовство»).
Страдание Лизаветы под пение Полины, прерывает появление Германна, которому она отказывает и признаётся, что помолвлена («Голубка»). Невольно он становится свидетелем разговора Лизаветы с графиней, пришедшей на шум их голосов. Поняв, что покровительница любимой — сама графиня Чарская, Германн решает действовать и открывается в любви к Лизавете, обещая, что он завтра будет богат и они сбегут («Дай волю любви своей»). Лизавета вручает ключ ему от потайной двери, но Сен-Жермен и карты направляют поручика в комнату графини («Путь Германна»). Германну не удаётся выведать секрет — графиня умирает, Лизавета обвиняет его  в убийстве и прогоняет. Ночью во сне к нему из бездны приходит покойная старуха, открывает три карты и вручает колье («Сумасшествие Германна»).
За карточным столом идёт игра и веселье, которое прерывается приходом возбужденного Германна («Перед игрой»). Он ставит колье «Пиковой дамы» на кон, ему слышится голос Лизаветы и он прерывает игру. Сен-Жермен убеждает Германна продолжить игру, и Германн выигрывает две партии сряду, он делает свою «последнюю ставку» («Игра»). Слышится голос графини, карта туз превращается в «даму пик» и Германн проигрывает, он на грани безумия. Является «Пиковая дама», Чарская, которая сообщает об отмене карточного проклятия и свободе от рабства, теперь выбор за Германном. Сен-Жермен умирает и уходит с ней в бездну, осознав, как неправильно истолковал своё будущее с ней и от чего бежал («Мы три карты»). Лизавета приходит к Германну, все герои истории, «Пиковая дама» и Сен-Жермен напутствуют зрителя («Выбор только за тобой»).

## Действующие лица и исполнители
| Персонаж                                         | Москва (2019) |
| ------------------------------------------------ | --- |
| Наталия Петровна Чарская / Пиковая Дама          | Анастасия Вишневская, Алёна Биккулова, Виктория Жукова, Вера Свешникова |
| Граф Сен-Жермен                                  | Ростислав Колпаков, Александр Осинин, Кирилл Гордеев, Роман Дряблов |
| Филипп Александрович Германн / Филипп де Тревуль | Антон Авдеев, Ярослав Баярунас |
| Лизавета Ивановна                                | Наталья Фаерман, Анжелика Рева, Дарьяна Коровашкова, Наталия Козырева |
| Маркиза Дюфре                                    | Мария Лагацкая-Зимина, Виктория Жукова |
| Фаворит                                          | Александр Кулинкович, Иван Васильев |
| Полина / Лиза де Тревуль                         | Надежда Алексеева, Дарьяна Коровашкова |
| Анри Нуаре                                       | Иван Васильев, Андрей Карх |
| Барон / Князь Елецкий                            | Роман Никитин |
| Карточные масти                                  | Сергей Худяков, Юрий Игнатьев, Екатерина Селиванова, Дарья Чеснокова, Софья Воронцова, Наталья Буртасова |
| Ансамбль                                         | Дарьяна Кара, Надежда Алексеева, Яна Космачева, Екатерина Маркова, Екатерина Селиванова, Дарья Чеснокова, Софья Воронцова, Наталья Буртасова, Мария Васильченко, Елена Шпанова                                             |
| Ансамбль                                         | Дмитрий Кочкин, Иван Васильев, Сергей Худяков, Юрий Игнатьев, Денис Павлюченко, Илья Харин, Денис Айзин, Руслан Дубовик, Александр Кулинкович, Роман Никитин, Михаил Глекель, Ярослав Шварев, Антон Молеваник, Андрей Карх |

### Группа создателей
- Продюсер – Софья Стрейзанд[12]
- Композитор – Сергей Рубальский, Антон Танонов, Евгения Долгова, Артем Петайкин
- Режиссер-постановщик – Софья Стрейзанд
- Автор текстов – Софья Стрейзанд, Игорь Шевчук
- Композитор, аранжировщик – Артем Петайкин
- Музыкальный руководитель – Александра Чопик
- Автор стихов –  Игорь Шевчук, Евгений Фридман, Елизавета Васильева
- Хореограф – Евгений Чесноков
- Художник по костюмам – Лариса Погорецкая
- Ассистент режиссера – Даниил Мкртчян
- Художник по гриму – Татьяна Величкина
- Мастеринг и саунд-дизайн – Борис Макаренко
- Художник по костюмам – Анастасия Рожекки
- Оркестровщик-аранжировщик – Дмитрий Бюргановский, Стивен Бентли-Кляйн
- Главный гример – Евгения Лещева
- Администратор – Алёна Ольховская
- Стейдж-менеджер – Ольга Морозова
- Видео-художник – Ляля Воронкова
- Маркетинг и PR – Александра Вискова

### Декорации и реквизит
- Профессионалов из США, Англии и России – 100. Артистов – 36. Инструмента в оркестре – 62. Года подготовки – 3. Века – 2. Карты – 3. Судьбы – 4. «Золотой» состав: Ростислав Колпаков, Анастасия Вишневская, Антон Авдеев.
- Масштабные декорации с 3D проекциями десятков воссозданных исторических уникальных интерьеров и шикарные костюмы, современная хореография. В музыке множество современных мотивов, R’n’B и рэпа. Мобильные декорации с мистической подсветкой перенесут вас в бархатные интерьеры дворцов и золоченые залы игорных домов, в Летний сад и на набережную Невы, в полутемные покои графини и тесную каморку молодого игрока.
- Видео-контент создан по технологии объёмного изображения и не требует стерео-очков.
- В главных ролях: лауреаты международных конкурсов, премий «Золотая Маска», «Золотой Софит» и «Музыкальное Сердце Театра», звезды мюзиклов[13].

## Список музыкальных номеров
| - Пролог - Слухи (Маркиза, Фаворит, ансамбль) - Версаль (Натали Чарская, Филипп, Лиза) - Кто он (Маркиза, Фаворит, ансамбль) - Знакомство - Ты станешь моей дамой пик (Сен-Жермен) - Проигрыш Чарского - Мне жаль (Нуаре, Лиза, Филипп) - Я не боюсь (Натали Чарская) - Миг (Натали Чарская) - За тайны бытия (Сен-Жермен) - Представление карт - В бездну (Натали Чарская, Сен-Жермен) - Наша жизнь — игра (Нуаре, ансамбль) - Месть (Натали Чарская, Филипп, ансамбль) | - Быть пиковой даме моей (Сен-Жермен) - О времена, о нравы (Полина, Лизавета, Елецкий, ансамбль) - Германн и карты - Была ли жизнь (Пиковая Дама) - Тайна трех карт (Пиковая Дама, Сен-Жермен) - Сватовство (Елецкий, ансамбль) - Голубка (Полина) - Дай волю любви своей (Германн, Лизавета) - Путь Германна (Сен-Жермен, Лизавета) - Сумасшествие Германна (Германн, ансамбль) - Перед игрой (Елецкий, ансамбль) - Игра (Сен-Жермен, Германн) - Мы три карты (Пиковая Дама, Сен-Жермен) - Выбор только за тобой (Сен-Жермен, Натали Чарская, Германн, Лизавета, ансамбль) |

## Постановка
Постановка растянулась на три года. В январе 2021 года труппа артистов в числе 40 лиц заболела коронавирусом и премьеру перенесли на осень.
Мюзикл получил положительные оценки российских театральных критиков. «Мюзикл лишний раз доказывает, что классика – это самая удачная основа для театральной постановки. Интересный факт, что мюзикл создан не на основе рассказа А.С. Пушкина «Пиковая дама», как можно подумать на первый взгляд, а на либретто одноименной оперы, звучат даже отрывки из музыки Чайковского. Мюзикл наполнен мистикой, спецэффектами, карточными фокусами и… самими картами. Метафора колоды, мастей просто великолепна. К тому, же спектакль иммерсивный, актеры предстают перед зрителями прямо в зале, и каждый может почувствовать себя рабом колоды» «...Произведение в своем жанре цельное, местами и вовсе виртуозно упакованное как сценарно, так и музыкально» «При общей ориентации на симфоническое звучание мотивы из оперы Чайковского «Пиковая дама» аккуратно вплетены здесь в современные аранжировки и ритмы, герои в кринолинах читают рэп и поют хором, а несколько «ударных» сольных номеров, очень мелодичных и запоминающихся, вполне годятся на звание хитов. А отличный актёрский состав ставит на мюзикле «Дама Пик» крепкий знак качества». «В мюзикле петербургский миф обретает новую конфигурацию, и зрители уносят из зала ЛДМ радостные воспоминания о счастливой любви Германна и Лизаветы Ивановны (Наталья Фаерман)». «Между мюзиклом и пушкинской повестью, несомненно, есть различия, особенно явные – в характерах самой графини и Германна». «Много внимания уделено визуальной эстетике, гармонично сочетается современная хореография и исторические костюмы персонажей, безупречный вокал и актерская игра исполнителей не дает отвлечься от действия до самого финала и еще немного после».

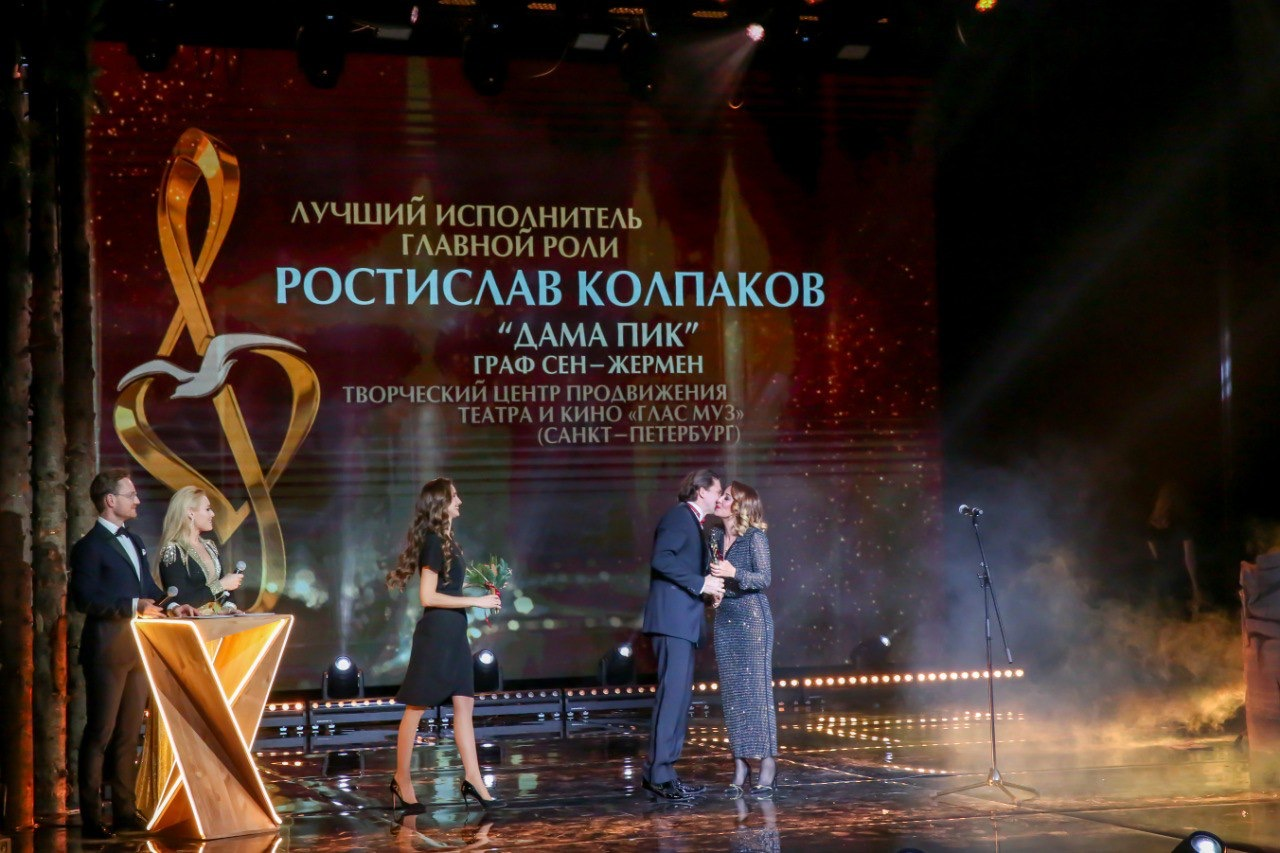
Ростислав Колпаков получает премию в номинации «Лучший исполнитель главной роли». Мюзикл "Дама Пик", 2023

«Глубокие страсти на сцене требуют особой самоотдачи от исполнителей. Артисты используют разные техники глубокого погружения в персонажа. Чрезвычайно увлекательно наблюдать, что делают талантливые актеры, чтобы пережить и сыграть такие невероятные события и накал». «В новой интерпретации известного произведения появилась предыстория к сюжету оперы П.И.Чайковского, в которой тесно связаны между собой колоритная и бурная тема Графини, пронзительная и отчаянная тема Германа и наполненная египетской магией и масонскими тайнами тема Сен-Жермена» «Да, ещё: те, кто считает, что молодежь мало ходит в театр, сходите на «Даму Пик», процентов 70 зрителей — именно молодежь, причем пришедшая не потусоваться, а именно смотреть спектакль. И смотрела, не отрываясь, и было на что» «...изредка в ней музыкальными призраками являются темы Чайковского – и это очень верный ход:действительно, будто та самая Пиковая дама заглядывает в нынешнее петербургское окошко)». «Если искать пример зрительского проекта высокого уровня – то «Дама Пик» идеально подойдет для этого определения. Сочетая чувственность и фантазийность бульварного романа в стиле популярнейшего сериала Netflix «Бриджертоны» и качество всех составляющих, мюзикл развивает направление отечественных авторских проектов, позволяя увидеть новое в жанре». «Композиторы спектакля Сергей Рубальский, Антон Танонов, Евгения Долгова и Артем Петайкин создали разноплановое и четко прослеживаемое музыкальное сопровождение, в котором есть место и классическим оперным вставкам, и современным речитативам».

## Награды и номинации
| Год  | Награда                     | Категория                                      | Номинант                               | Результат |
| ---- | --------------------------- | ---------------------------------------------- | -------------------------------------- | --------- |
| 2023 | «Музыкальное сердце театра» | Лучший спектакль                               | Лучший спектакль                       | Номинация |
| 2023 | «Музыкальное сердце театра» | Лучшая пьеса                                   | Софья Стрейзанд                        | Номинация |
| 2023 | «Музыкальное сердце театра» | Лучший текст песен (автор/перевод)             | Игорь Шевчук                           | Номинация |
| 2023 | «Музыкальное сердце театра» | Лучшая оркестровка (аранжировщик)              | Сергей Рубальский, Артем Петайкин      | Номинация |
| 2023 | «Музыкальное сердце театра» | Лучший музыкальный руководитель                | Александра Чопик                       | Номинация |
| 2023 | «Музыкальное сердце театра» | Лучшие костюмы (художник по костюмам)          | Лариса Погорецкая, Анастасия Рожекки   | Номинация |
| 2023 | «Музыкальное сердце театра» | Лучшее световое оформление (художник по свету) | Владимир Пономарев                     | Победа    |
| 2023 | «Музыкальное сердце театра» | Лучшая исполнительница роли второго плана      | Надежда Алексеева (Элиза/Полина)       | Номинация |
| 2023 | «Музыкальное сердце театра» | Лучший исполнитель роли второго плана          | Ярослав Баярунас (Филипп/Герман)       | Номинация |
| 2023 | «Музыкальное сердце театра» | Лучшая исполнительница главной роли            | Анастасия Вишневская (Наталья Чарская) | Номинация |
| 2023 | «Музыкальное сердце театра» | Лучший исполнитель главной роли                | Ростислав Колпаков (граф Сен-Жермен)   | Победа    |
| 2023 | «Музыкальное сердце театра» | Лучший режиссер                                | Софья Стрейзанд                        | Номинация |
| 2023 | «Музыкальное сердце театра» | Лучший продюсер                                | Софья Стрейзанд                        | Победа    |
| 2023 | XV «Звезда театрала»        | Лучший музыкальный спектакль                   | Лучший музыкальный спектакль           | Номинация |

Мюзикл успешно гастролировал в Москве в театре российской армии в 2022-2023 годы и в Южно-Сахалинске в 2023-м в Сахалинском международном театральном центре имени А.П. Чехова.
Мюзикл «Дама Пик» поддерживает фонд «Перспективы», а также Проект «Сестринский уход за детьми-сиротами в больницах» от фонда «Петербургские Родители».